# Adidas Al Rihla

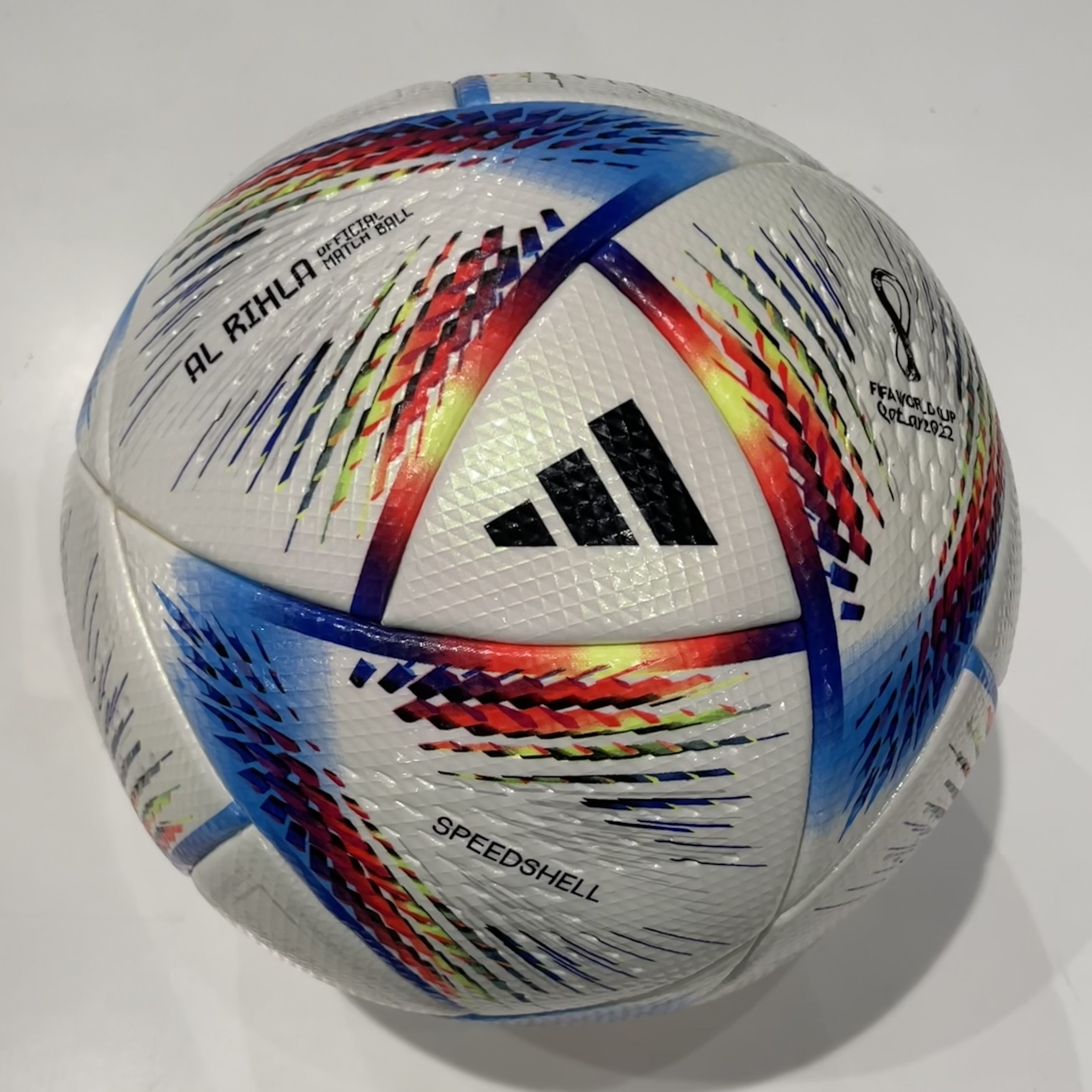
Мяч Adidas Al Rihla

Al Rihla (с араб. الْرِّحْلَة‎ — «Путешествие») — футбольный мяч производства Adidas, официальный мяч чемпионата мира по футболу 2022 года в Катаре. Мяч содержит подвешенный инерциальный измерительный блок (IMU) внутри своей камеры, который предоставляет видеопомощнику судьи (VAR) мгновенные очень подробные данные о движении мяча.

## Имя

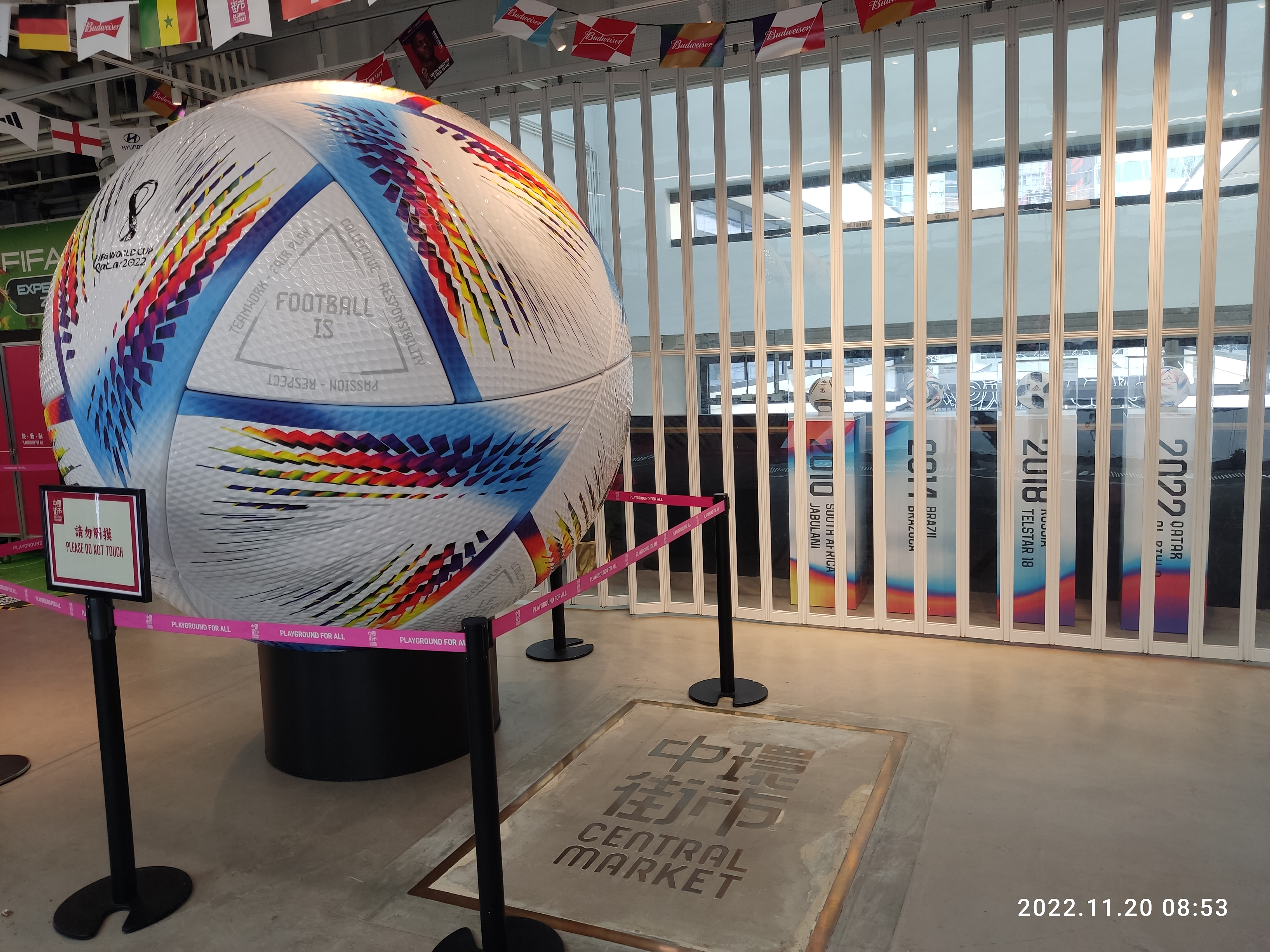
Увеличенная копия мяча

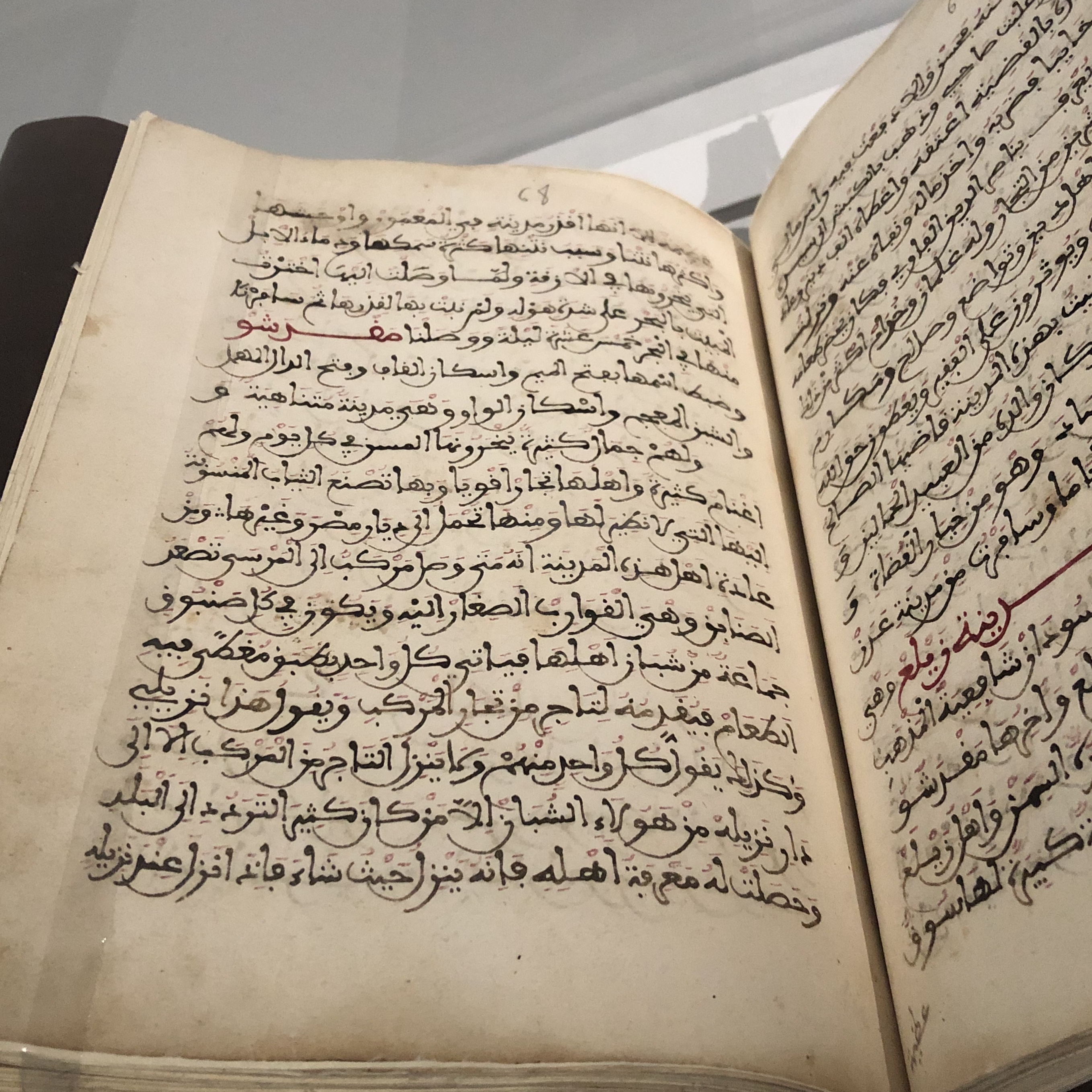
Рукописная копия великого произведения Ибн Баттуты 1484 года, известного под мононимом ар-Рихла. Книга является классикой рихлаской литературы.

Арабский Аль-Рихла (الْرِّحْلَة ar-riḥla дословно — «Путешествие») было выбрано в качестве названия. Рихла также является традиционным жанром арабской литературы.

## История
Adidas представил Al Rihla 30 марта 2022 года. На презентации в Катаре выступили бывшие победители чемпионатов мира Кака из Бразилии и Икер Касильяс из Испании, а также Фарах Йефри из Саудовской Аравии и Нуф Аль-Анзи из Объединённых Арабских Эмиратов.

## Описание
Мембрана мяча состоит из двадцати бесшовных полиуретановых панелей, скрепленных термическим способом.
Его поверхность «Speedshell» текстурирована рельефными макро- и микроузорами, предназначенными для улучшения устойчивости мяча в полете и отклонения.
Франциска Лоффельманн, директор по дизайну Adidas, описывает Al Rihla как «самый быстрый и самый точный мяч чемпионата мира FIFA на сегодняшний день».
Надписи на мяче исполнены на 5-и из 6-и языков ООН, а вместо 6-го, русского — на эсперанто (Esperanto).
Это первый футбольный мяч, изготовленный с использованием экологически чистых красок и клея.
Согласно ФИФА, внешний вид мяча вдохновлён культурой, архитектурой, лодками и флагом Катара.

### Датчик движения
Мяч оснащён «технологией подключенного мяча» — системой подвески внутри камеры мяча, с инерционным измерительным блоком (IMU) в центре, чтобы предоставить видеопомощнику судьи (VAR) высокоточные данные о движении мяча в течение нескольких секунд.
Эта технология была разработана мюнхенской «Kinexon», совместно с ФИФА.

## Производство
Для производства Al Rihla Adidas заключил субподряд с компанией в Китае и компанией Forward Sports, базирующейся в Сиалкоте в Пенджабе (Пакистан).